# Осуа (графство)
Графство Осуа (фр. Comté d'Auxois) — средневековое бургундское феодальное образование, существовавшее в IX—X веках, в состав которого входила историческая область Осуа. В настоящее время территория графства входит в состав французского департамента Кот-д'Ор.

## История
Точно не известно, когда было основано графство. В 844 году его получил Гверин II, ставший в том же году маркизом Бургундии.
В 887 году Осуа входило в состав владений Манасия I де Вержи (ум. 918), родственника Гверина (племянника?), графа Шалона и ряда других бургундских графств, которые он получил, будучи сторонником Ричарда Заступника, признанного в начале X века герцогом Бургундии. После смерти Манасии его владения были разделены между сыновьями. Осуа вместе с Дижоном получил Манасия II Младший, после смерти которого графство унаследовал его сын Рауль. Однако сын Рауля, Жерар, Осуа и Дижон не унаследовал.
В 992 году в качестве графа Осуа упомянут граф Эмон I, происхождение которого неизвестно. Больше о графах Осуа ничего не известно, а его территория в итоге вошла в состав герцогства Бургундия.

## Список графов Осуа
Дом де Вержи
- 844—853/856: Гверин (Варин) II (ум. 853/856), граф Макона с 825, Мемонтуа с 831, Шалона с 835, Отёна с 837, Осуа с 844, маркиз Бургундии с 844, сын Гверина I
- 853/856—887: ?
- 887—918: Манасия I Старый (ок. 860 — 918), граф Атье, Осуа, Авалуа, Бона, Шалона, Десмуа и Ошере в 887—918, сеньор де Вержи с 893, граф Лангра с 894
- 918—925/936: Манасия II Младший (ум. 925/936), граф Осуа и Дижона, сеньор Вержи с 918, сын предыдущего
- 925/936—970: Рауль (ум. 970), граф Осуа и Дижона, сеньор Вержи с 925/970, сын предыдущего

Неизвестный дом
- 992: Эмон I (ум. после 1004), граф Осуа в 992